# Josefina Tapia Varas
Josefina Tapia Varas, née le 25 avril 2002 à Valparaíso, est une skateuse chilienne trois fois championne nationale de skateboard, en park, dans la catégorie féminine.
Elle est la première skateuse chilienne à concourir aux Jeux olympiques de Tokyo 2020.,

## Compétitions
Elle concourut à l'épreuve de park aux Jeux olympiques de Tokyo 2020 et arriva à la 19e place.

## Sponsors
En juillet 2021, la skateuse a été sponsorisée par les entreprises et organisations suivantes :
- Vans
- Stance
- Banco de Chile
- KiFit
- Mall Sport
- Allskateboards
- Naos Kingdom
- Grizzly Griptape
- Retro
- Deportes Zapallar
- Rebull Lola
- Team Chile